# 微晶格金屬
微晶格金屬（英語：Metallic microlattice）
，是目前世界上已知最輕的金屬材料，它的成份99.99%由空氣組成。2011年，加州大學爾灣分校與加州理工學院、HRL實驗室（波音公司所屬）發表了此項發明
。2015年10月，波音公司宣布將微晶格應用在旗下客機的地板、座椅與牆壁，以減輕飛機重量；波音也將與國防高等研究計劃署（DARPA）合作，將微晶格應用在未來的航天器上。